# 泉沢貝塚
泉沢貝塚（いずみさわかいづか）は、宮城県石巻市北上町にある縄文時代の貝塚。
座標: 北緯38度33分56.3秒 東経141度24分23.5秒 / 北緯38.565639度 東経141.406528度

## 概要
宮城県石巻市北上町の丘陵斜面にある貝塚で、1948年（昭和23年）にアイオン台風が石巻地方を襲った際に、縄文時代晩期の高さ26.2cmの遮光器土偶が偶然発見された。同土偶は、県指定有形文化財として多賀城市の東北歴史博物館に所蔵されている。

## 出土品
遮光器土偶、縄文土器、石器、獣骨、骨角器、人骨 

## 所在地
- 〒986-0204 宮城県石巻市北上町女川泉沢

## アクセス
- 東日本旅客鉄道石巻線鹿又駅から宮城県道197号経由で25分